# Dmitrij Woskobojnikow
Dmitrij Wiaczesławowicz Woskobojnikow (ros. Дмитрий Вячеславович Воскобойников, ur. 6 marca 1941 w Moskwie, zm. 2 grudnia 2001 tamże) – rosyjski siatkarz, reprezentant Związku Radzieckiego, złoty medalista igrzysk olimpijskich, medalista mistrzostw świata, pucharu świata i mistrzostw Europy.

## Życiorys
Woskobojnikow grał w reprezentacji Związku Radzieckiego w latach 1962–1966. W tym czasie tryumfował na mistrzostwach świata 1962 w ZSRR i zdobył brązowy medal na mistrzostwach Europy 1963 w Rumunii. Wystąpił na igrzyskach olimpijskich 1964 w Tokio. Zagrał wówczas w siedmiu z dziecięciu meczów, a reprezentacja Związku Radzieckiego zajęła 1. miejsce. W 1965 zdobył złoty medal pucharu świata w Polsce, a w następnym roku brązowy medal mistrzostw świata w Czechosłowacji
Był zawodnikiem klubów moskiewskich klubów Trudowyje Riezierwy, Buriewiestnik i CSKA (od 1966). W 1963 i 1966 zdobył mistrzostwo Związku Radzieckiego, a w 1959 i 1967 wicemistrzostwo.
Za osiągnięcia sportowe został w 1990 wyróżniony tytułem Zasłużony Mistrz Sportu ZSRR.
Pochowany na Cmentarzu Wagańkowskim w Moskwie.